# هتل روستای آبعلی
هتل آبعلی مربوط به دوره پهلوی است و در شهرستان دماوند، ۴۵ کیلومتری جاده تهران واقع شده و این اثر در تاریخ ۱۴ مرداد ۱۳۸۲ با شمارهٔ ثبت ۹۴۸۲ به‌عنوان یکی از آثار ملی ایران به ثبت رسیده است.